# Hans de Ries

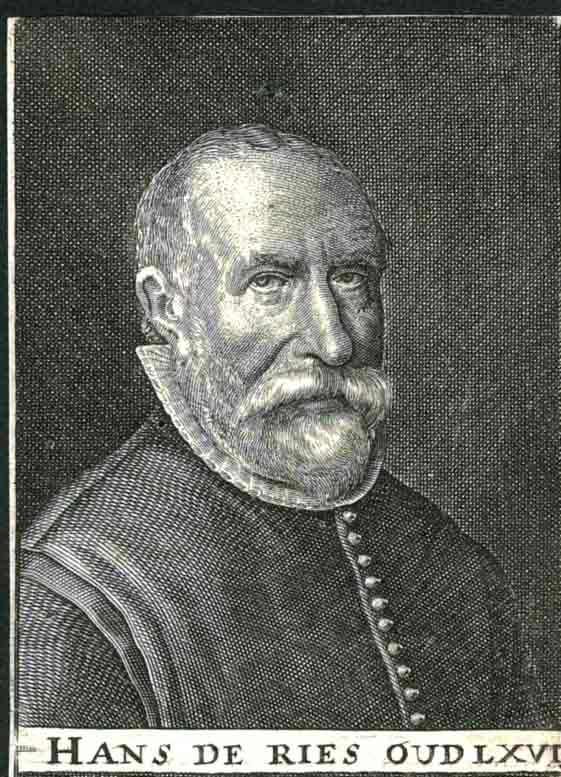
Hans de Ries

Hans de Ries (* 13. Dezember 1553 in Antwerpen; † 14. September 1638 in Alkmaar) war eine führende Figur der niederländischen Mennoniten im 16. Jahrhundert.

## Leben und Wirken
Hans de Ries schloss sich bereits in frühen Jahren in seiner Heimatstadt Antwerpen der Evangelisch-Reformierten Kirche an, nachdem er die Katholische Kirche verlassen hatte. Da ihm die Reformierten jedoch zu dogmatisch schienen und er Waffengewalt ablehnte, wechselte der stark vom christlichen Spiritualismus beeinflusste Ries kurze Zeit später zu den liberalen waterländischen Mennoniten, wo er im Jahr 1575 oder 1576 getauft wurde. Ries sollte in den folgenden Jahren großen Einfluss auf die weitere Entwicklung der niederländischen Mennoniten und hier insbesondere der Gruppe der waterländischen Mennoniten haben.
Am 4. Januar 1577 wurde Ries Zeuge der öffentlichen Verbrennung seines Bekannten Hans Bret, der sich ebenso wie Ries der niederländischen Täuferbewegung angeschlossen hatte. Ries heiratete die Mutter seines Freundes und verließ das unsichere Antwerpen in den südlichen Niederlanden. Ries reiste unter anderem nach Aachen und nach Alkmaar, wo er mit anderen waterländischen Predigern eines der ersten mennonitischen Glaubensbekenntnisse entwickelte. Im April 1578 wurde Ries für einen Monat in der seeländischen Stadt Middelburg inhaftiert und begab sich anschließend ins ostfriesische Emden, wo er bis etwa 1600 seinen Lebensmittelpunkt hatte. Später leitete Ries die waterländische Gemeinde in Alkmaar.
Ries war an der Ausarbeitung mehrerer Glaubensbekenntnisse beteiligt, die die in mehrere Gruppen gespaltene Täuferbewegung der zweiten und dritten Generation einigen sollte. In seine Zeit fiel auch das 1591 zwischen hochdeutschen und friesischen Mennonitengemeinden geschlossene Konzept von Köln (siehe: Bekenntnisse der Täufer). Eine größere Einigung fand jedoch erst mit dem Dordrechter Bekenntnis von 1632 statt.
Von großer Bedeutung für die Mennoniten war vor allem Ries Vorarbeit für den mennonitischen Märtyrerspiegel von 1660. Bereits 1561 war das erste täuferische Martyrologium Het Offer des Herren erschienen. Ries sammelte über mehrere Jahre weitere Berichte über christliche und täuferische Märtyrer und gab 1615 die Historie der Martelaren (zu deutsch Geschichte der Märtyrer) heraus. Ries neues Märtyrerbuch erfuhr 1617, 1626 und 1631 weitere Auflagen und wurde später von Thieleman Janz van Braght als Vorlage für den Märtyrerspiegel verwendet. Im Jahr 1582 gab Ries auch ein neues mennonitisches Gesangbuch (Lietboeck) heraus, das anders als frühere täuferische Gesangbücher auch viele alttestamentliche Psalmen enthielt. Hans de Ries starb schließlich am 14. September 1638 und wurde drei Tage später in der reformierten Groote Kerk in Alkmaar begraben.
In der Bibliothek der Amsterdamer Mennonitengemeinde befinden sich bis heute mehrere Schriften und Briefe Hans de Ries, die über sein gesamtes Lebenswerk Aufschluss geben.